# Julij Osipovič Martov
Julij Osipovič Martov (rusky Юлий Осипович Мартов, vlastním jménem Cederbaum; 24. listopadu 1873 Istanbul – 4. dubna 1923 Schömberg) byl ruský politik a žurnalista, vůdce frakce menševiků v rámci Ruské sociálně demokratické dělnické strany (RSDDS).

## Politická kariéra
Martov, původem z židovské rodiny, založil spolu s Leninem roku 1895 Svaz boje za osvobození dělnické třídy, jednu z prvních dělnických organizací v Rusku. V prosinci 1895 byl za svou politickou činnost zatčen a poslán jako vyhnanec do Turuchanska na Sibiři, kde strávil tři roky (1897–1900). V prosinci 1900 spoluzaložil časopis RSDDS Jiskra (Iskra), který pomáhal i redigovat. Již jako přední člen RSDDS emigroval roku 1901 z Ruska.
V exilu se Martov nepohodl se svým stranickým kolegou Leninem a RSDDS se rozštěpila na frakci menševiků, kterou vedl on, a frakci bolševiků v čele s Leninem. Mezi menševiky působila řada významných marxistů, např. Georgij Plechanov, Pavel Axelrod a Lev Trockij.
Martov podporoval revoluci v roce 1905 spolu s bolševiky, křehká jednota však vzala brzy za své a roku 1907 se obě frakce znovu oddělily. V roce 1911 Martov napsal brožury Spasiteli ili uprazdniteli? (Zachránci nebo ničitelé?) a Kto i kak razrušal R.S.D.R.P. (Kdo a jak zničil RSDDS), které kritizovaly bolševiky. Tyto brožury byly Leninem odsouzeny.

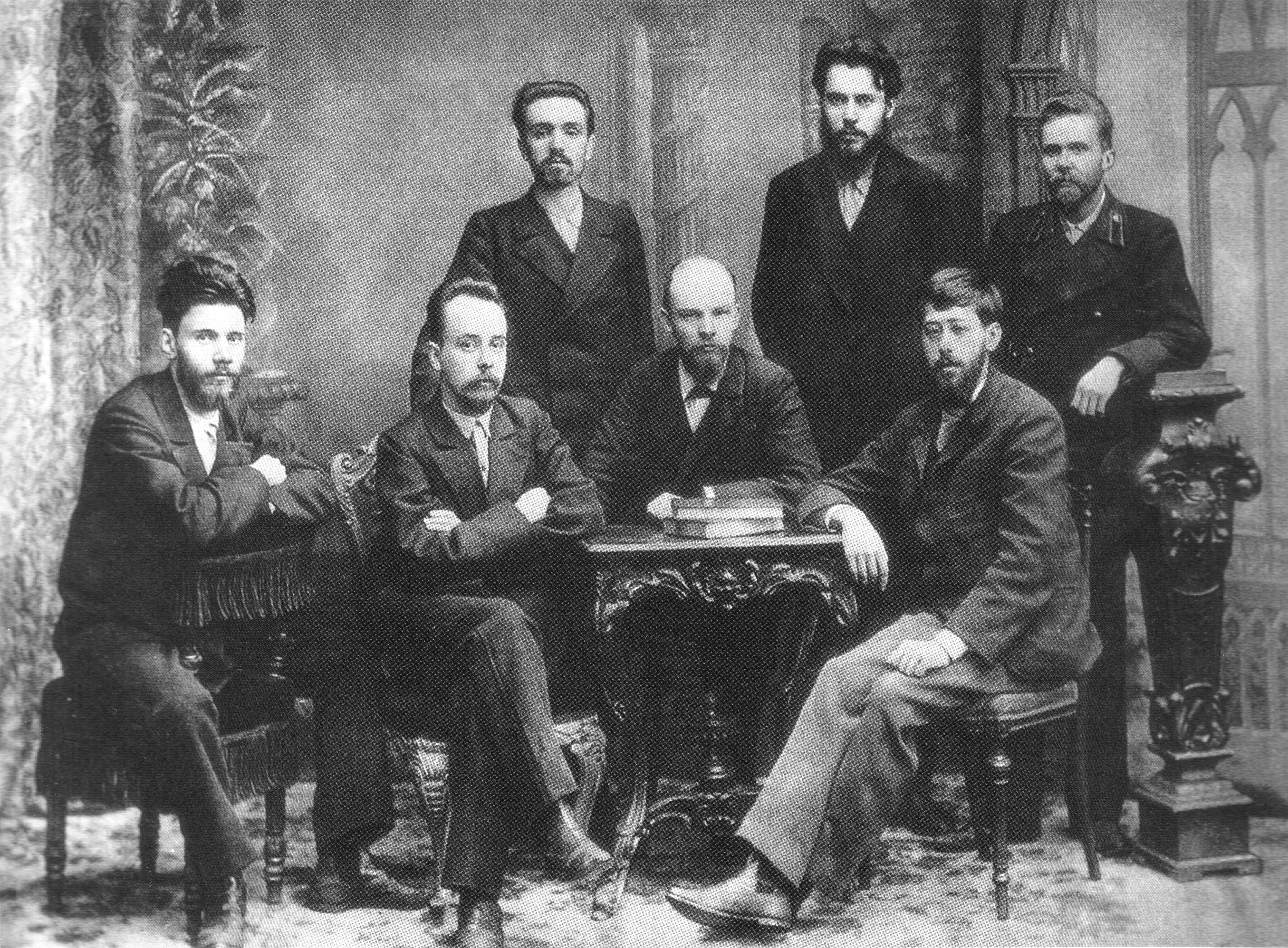
Martov na sjezdu Svazu boje za osvobození dělnické třídy roku 1896, sedí vedle Lenina zcela vpravo

První světovou válku pokládal Martov podobně jako Lenin za imperialistickou a stejně jako on přivítal i vypuknutí únorové revoluce v roce 1917 a následný pád carismu. Vrátil se ihned do vlasti, aby se zapojil do politického života, ale všeobecný rozklad někdejší ruské říše přál spíše bolševikům, takže jeho politika skončila neúspěchem. Když bolševici přišli v říjnu 1917 k moci (říjnová revoluce), dostal se Martov politicky na okraj. Jeho bývalý kolega Trockij, který přešel k bolševikům, tehdy prohlásil: Vy jste ubozí izolovaní jednotlivci; vy jste bankrotáři; vaše role už nebude pokračovat. Táhněte, kam patříte – na smetiště dějin! Martov znovu odešel do exilu. Před odchodem ale řekl: Jednou porozumíte zločinům, kterých se účastníte. Po skončení ruské občanské války byli, v důsledku Kronštadského povstání v roce 1921, menševici sovětskou vládou spolu s jinými marxistickými politickými stranami zakázáni, a to včetně frakcí bolševické strany a na bolševicích nezávislé Ukrajinské komunistické strany. Od roku 1920 až do své smrti žil Martov v Německu.